# Cremospermopsis cestroides
Cremospermopsis cestroides là một loài thực vật có hoa trong họ Tai voi. Loài này được (Fritsch) L.E.Skog & L.P.Kvist mô tả khoa học đầu tiên năm 2002.